# Mount Kibal’chich
Mount Kibal’chich (russisch Гора  Кибальчича, transkribiert Gora Kibaltschitscha; norwegisch Kibal’chichtoppen) ist ein 2500 m hoher Berg im ostantarktischen Königin-Maud-Land. In der Payergruppe der Hoelfjella ist er der höchste Gipfel der Gruppe Kvævenutane.
Entdeckt und anhand von Luftaufnahmen kartiert wurde der Berg bei der Deutschen Antarktischen Expedition (1938–1939) unter der Leitung Alfred Ritschers. Eine weitere Kartierung erfolgte bei der Dritten Norwegischen Antarktisexpedition (1956–1960). Sowjetische Wissenschaftler nahmen bei einer von 1960 bis 1961 dauernden Forschungsreise eine neuerliche Kartierung vor und benannten ihn nach dem russischen Revolutionär Nikolai Iwanowitsch Kibaltschitsch (1854–1881). Die russische Benennung übersetzte das Advisory Committee on Antarctic Names 1970 ins Englische.